# Петров, Михаил Прокофьевич
Михаил Прокофьевич Петров — российский архитектор, первый городской архитектор Таганрога (с 1867 по 1873).

## Известные проекты
- Дом Гайрабетова. Таганрог, ул. Петровская, 68.
- Каменное здание синагоги (1859—1876). Таганрог.[1]
- Дом Чайковского. Таганрог, ул. Греческая, 56.[2]